# Woo Sang-hyeok
Woo Sang-hyeok (en coreano: 우상혁; Daejeon, 23 de abril de 1996) es un deportista surcoreano que compite en atletismo, especialista en la prueba de salto de altura.
Ganó tres medallas en el Campeonato Mundial de Atletismo en Pista Cubierta entre los años 2022 y 2025.
Participó en tres Juegos Olímpicos de Verano, ocupando el cuarto lugar en Tokio 2020 y el séptimo en París 2024 en su especialidad. Fue el abanderado de Corea del Sur en la ceremonia de apertura de los Juegos Olímpicos de París 2024 junto con la nadadora Kim Seo-Yeong.

## Palmarés internacional
| Campeonato Mundial en Pista Cubierta | Campeonato Mundial en Pista Cubierta | Campeonato Mundial en Pista Cubierta | Campeonato Mundial en Pista Cubierta |
| Año                                  | Lugar                                | Medalla                              | Prueba                               |
| ------------------------------------ | ------------------------------------ | ------------------------------------ | ------------------------------------ |
| 2022                                 | Belgrado (Serbia)                    | Medalla de oro                       | Salto de altura                      |
| 2024                                 | Glasgow (Reino Unido)                | Medalla de bronce                    | Salto de altura                      |
| 2025                                 | Nankín (China)                       | Medalla de oro                       | Salto de altura                      |